# Championnat de Zurich
Pour les articles homonymes, voir Grand Prix de Suisse.
Le Championnat de Zurich (ou Grand Prix de Zurich) était une course cycliste suisse et ancienne classique créée en 1914. Le Grand Prix de Zurich s'est appelé Grand Prix de Suisse à partir de 1996 puis Championnat de Zurich de 1999 à 2006.
C'est une classique de fin de saison (septembre ou octobre, auparavant août), souvent courue sous la pluie, a été pendant longtemps la plus grande course d'un jour sur le territoire helvétique.
Cette classique autrefois inscrite au calendrier de la Coupe du monde a fait partie du ProTour en 2005 et 2006.
En 2007, la 94e édition du Championnat de Zurich a été annulée en raison de problèmes financiers rencontrés par la société organisatrice, le principal sponsor s'étant retiré après l'annonce du contrôle positif de Floyd Landis au Tour de France.
Entre 2008 et 2014, la course est maintenue mais elle est réservée aux coureurs amateurs. En 2015, la course est annulée pour des raisons organisationnelles.

## Palmarès
| Année                        | Vainqueur                                          | Deuxième                                           | Troisième                                          |
| ---------------------------- | -------------------------------------------------- | -------------------------------------------------- | -------------------------------------------------- |
| 1914                         | Henri Rheinwald                                    | Otto Wiedmer                                       | Robert Chopard                                     |
| 1915-16                      | Non disputé à cause de la Première Guerre mondiale | Non disputé à cause de la Première Guerre mondiale | Non disputé à cause de la Première Guerre mondiale |
| 1917                         | Charles Martinet                                   | Joseph Zorloni                                     | Pasquale Valentini                                 |
| 1918                         | Anton Sieger                                       | Jakob Sieger                                       | Heinrich Wegmann                                   |
| 1919                         | Heiri Suter                                        | Emil Strasser                                      | Hans Lienhard                                      |
| 1920                         | Heiri Suter                                        | Joseph Zorloni                                     | François Francescon                                |
| 1921                         | Riccardo Maffeo                                    | Aldo Bani                                          | Alfred Datwiler                                    |
| 1922                         | Heiri Suter                                        | Hermann Gehrig                                     | Louis Krauss                                       |
| 1923                         | Adolf Huschke                                      | Heiri Suter                                        | Kastor Notter                                      |
| 1924                         | Heiri Suter                                        | Kastor Notter                                      | Max Suter                                          |
| 1925                         | Hans Kaspar                                        | Henry Reymond                                      | Marcel Perriere                                    |
| 1926                         | Albert Blattmann                                   | Otto Lehner                                        | Oskar Tietz                                        |
| 1927                         | Kastor Notter                                      | Oskar Tietz                                        | Felix Manthey                                      |
| 1928                         | Heiri Suter                                        | Albert Meyer                                       | Henry Reymond                                      |
| 1929                         | Heiri Suter                                        | Ludwig Geyer                                       | Jozef Zind                                         |
| 1930                         | Omer Taverne                                       | Désiré Louesse                                     | Max Bulla                                          |
| 1931                         | Max Bulla                                          | Karl Altenburger                                   | Albert Büchi                                       |
| 1932                         | Auguste Erne                                       | Alfred Bula                                        | Karl Altenburger                                   |
| 1933                         | Walter Blattmann                                   | Alfred Bula                                        | Willy Kutschbach                                   |
| 1934                         | Paul Egli                                          | August Erne                                        | Alfred Bula                                        |
| 1935                         | Paul Egli                                          | Leo Amberg                                         | Walter Blattmann                                   |
| 1936                         | Werner Buchwalder                                  | Jean Wauters                                       | August Erne                                        |
| 1937                         | Leo Amberg                                         | Edgar Buchwalder                                   | Werner Buchwalder                                  |
| 1938                         | Hans Martin                                        | Walter Blattmann                                   | Paul Egli                                          |
| 1939                         | Karl Litschi                                       | Edgar Buchwalder                                   | Walter Gross                                       |
| 1940                         | Robert Zimmermann                                  | Walter Diggelmann                                  | Rudolf Breitenmoser                                |
| 1941                         | Walter Diggelmann                                  | Hans Maag                                          | Paul Egli                                          |
| 1942                         | Paul Egli                                          | Walter Diggelmann                                  | Hans Knecht                                        |
| 1943                         | Ferdi Kübler                                       | Kurt Zaugg                                         | Walter Diggelmann                                  |
| 1944                         | Ernst Naef                                         | Ernest Kuhn                                        | Hans Knecht                                        |
| 1945                         | Leo Weilenmann                                     | Hans Maag                                          | Ernst Naef                                         |
| 1946                         | Gino Bartali                                       | Fausto Coppi                                       | Hans Bolliger                                      |
| 1947                         | Charles Guyot                                      | Renzo Zanazzi                                      | Ferdi Kübler                                       |
| 1948                         | Gino Bartali                                       | Ernst Stettler                                     | Hans Schutz                                        |
| 1949                         | Fritz Schaer                                       | Camille Danguillaume                               | Gottfried Weilenmann                               |
| 1950                         | Fritz Schaer                                       | Ferdi Kübler                                       | Désiré Keteleer                                    |
| 1951                         | Jean Brun                                          | Fritz Schaer                                       | Hans Sommer                                        |
| 1952                         | Hugo Koblet                                        | Carlo Clerici                                      | Fritz Schaer                                       |
| 1953                         | Eugen Kamber                                       | Armando Para                                       | Carlo Clerici                                      |
| 1954                         | Hugo Koblet                                        | Eugen Kamber                                       | Jean Brun                                          |
| 1955                         | Max Schellenberg                                   | Carlo Lanfranchi                                   | Roland Callebout                                   |
| 1956                         | Carlo Clerici                                      | Giuseppe Cainero                                   | Heinz Graf                                         |
| 1957                         | Hans Junkermann                                    | Riccardo Filippi                                   | Ludo van der Elst                                  |
| 1958                         | Giuseppe Cainero                                   | Hans Junkermann                                    | Heinz Graf                                         |
| 1959                         | Angelo Conterno                                    | Heinz Graf                                         | Otto Altweck                                       |
| 1960                         | Alfred Rüegg                                       | Alcide Vaucher                                     | Arrigo Padovan                                     |
| 1961                         | Rolf Maurer                                        | Heinz Graf                                         | André Noyelle                                      |
| 1962                         | Jan Janssen                                        | Marcel Ongenae                                     | Ralf Gijsels                                       |
| 1963                         | Franco Balmamion                                   | Angelo Conterno                                    | Vendramino Bariviera                               |
| 1964                         | Guido Reybrouck                                    | Gastone Nencini                                    | Robert Hintermuller                                |
| 1965                         | Franco Bitossi                                     | Roland Zöffel                                      | Jan Hugens                                         |
| 1966                         | Italo Zilioli                                      | Luciano Armani                                     | Francis Blanc                                      |
| 1967                         | Robert Hagmann                                     | Paul Zollinger                                     | Louis Pfenninger                                   |
| 1968                         | Franco Bitossi                                     | Valere Van Sweevelt                                | Marino Basso                                       |
| 1969                         | Roger Swerts                                       | Eddy Beugels                                       | Roger De Vlaeminck                                 |
| 1970                         | Walter Godefroot                                   | Frans Mintjens                                     | André Dierickx                                     |
| 1971                         | Herman Van Springel                                | Romano Tumellero                                   | Roland Berland                                     |
| 1972                         | Willy Van Neste                                    | Victor Van Schil                                   | André Poppe                                        |
| 1973                         | André Dierickx                                     | Hennie Kuiper                                      | Lucien De Brauwere                                 |
| 1974                         | Walter Godefroot                                   | Gustaaf Van Roosbroeck                             | Frans Verbeeck                                     |
| 1975                         | Roger De Vlaeminck                                 | Eddy Merckx                                        | Francesco Moser                                    |
| 1976                         | Freddy Maertens                                    | Roger De Vlaeminck                                 | Walter Godefroot                                   |
| 1977                         | Francesco Moser                                    | Ronald De Witte                                    | Walter Godefroot                                   |
| 1978                         | Dietrich Thurau                                    | Francesco Moser                                    | Gustaaf Van Roosbroeck                             |
| 1979                         | Giuseppe Saronni                                   | Francesco Moser                                    | Marc Demeyer                                       |
| 1980                         | Gery Verlinden                                     | Jean-Philippe Vandenbrande                         | Stephan Mutter                                     |
| 1981                         | Beat Breu                                          | Henry Rinklin                                      | Daniel Willems                                     |
| 1982                         | Adrie van der Poel                                 | Hubert Seiz                                        | Tommy Prim                                         |
| 1983                         | Johan van der Velde                                | Gilbert Glaus                                      | Frits Pirard                                       |
| 1984                         | Phil Anderson                                      | Hubert Seiz                                        | Pierino Gavazzi                                    |
| 1985                         | Ludo Peeters                                       | Mario Beccia                                       | Steve Bauer                                        |
| 1986                         | Acácio da Silva                                    | Steve Bauer                                        | Adrie van der Poel                                 |
| 1987                         | Rolf Gölz                                          | Raúl Alcalá                                        | Camillo Passera                                    |
| 1988                         | Steven Rooks                                       | Rolf Sørensen                                      | Tony Rominger                                      |
| 1989                         | Steve Bauer                                        | Acácio da Silva                                    | Rolf Gölz                                          |
| 1990                         | Charly Mottet                                      | Greg LeMond                                        | Claudio Chiappucci                                 |
| 1991                         | Johan Museeuw                                      | Laurent Jalabert                                   | Maximilian Sciandri                                |
| 1992                         | Viatcheslav Ekimov                                 | Lance Armstrong                                    | Jan Nevens                                         |
| 1993                         | Maurizio Fondriest                                 | Charly Mottet                                      | Bruno Cenghialta                                   |
| 1994                         | Gianluca Bortolami                                 | Johan Museeuw                                      | Maurizio Fondriest                                 |
| 1995                         | Johan Museeuw                                      | Gianni Bugno                                       | Giorgio Furlan                                     |
| 1996                         | Andrea Ferrigato                                   | Michele Bartoli                                    | Johan Museeuw                                      |
| 1997                         | Davide Rebellin                                    | Jan Ullrich                                        | Rolf Sørensen                                      |
| 1998                         | Michele Bartoli                                    | Frank Vandenbroucke                                | Salvatore Commesso                                 |
| 1999                         | Grzegorz Gwiazdowski                               | Sergio Barbero                                     | Andreï Tchmil                                      |
| 2000                         | Laurent Dufaux                                     | Jan Ullrich                                        | Francesco Casagrande                               |
| 2001                         | Paolo Bettini                                      | Jan Ullrich                                        | Fernando Escartín                                  |
| 2002                         | Dario Frigo                                        | Paolo Bettini                                      | désattribué                                        |
| 2003                         | Daniele Nardello                                   | Jan Ullrich                                        | Paolo Bettini                                      |
| 2004                         | Juan Antonio Flecha                                | Paolo Bettini                                      | Jérôme Pineau                                      |
| 2005                         | Paolo Bettini                                      | Fränk Schleck                                      | Lorenzo Bernucci                                   |
| 2006                         | Samuel Sánchez                                     | Stuart O'Grady                                     | Davide Rebellin                                    |
| 2007                         | Non disputé                                        | Non disputé                                        | Non disputé                                        |
| Course réservée aux amateurs |                                                    |                                                    |                                                    |
| 2008                         | Nico Keinath                                       | Michael Randin                                     | Matthias Brändle                                   |
| 2009                         | Stefan Trafelet                                    | Pirmin Lang                                        | Steve Bovay                                        |
| 2010                         | Pirmin Lang                                        | Sven Schelling                                     | Christian Heule                                    |
| 2011                         | Bernhard Oberholzer                                | Dominik Fuchs                                      | Pirmin Lang                                        |
| 2012                         | Sébastien Reichenbach                              | Jonathan Fumeaux                                   | Michael Bär                                        |
| 2013                         | Raul Costa Seibeb                                  | Mirco Saggiorato                                   | Dominik Fuchs                                      |
| 2014                         | Fabian Lienhard                                    | Nico Brüngger                                      | Lukas Spengler                                     |